# Ardisia densipunctata
Ardisia densipunctata är en viveväxtart som beskrevs av C.M.Hu. Ardisia densipunctata ingår i släktet Ardisia och familjen viveväxter. Inga underarter finns listade i Catalogue of Life.